# Biszewo
Biszewo [biˈʂɛvɔ] est un village polonais de la gmina de Grodzisk dans le powiat de Siemiatycze et dans la voïvodie de Podlachie.
Il se situe à environ 7 kilomètres au sud-est de Grodzisk, à 14 kilomètres au nord de Siemiatycze et à 68 kilomètres au sud de Bialystok.